# Oroslavje
Oroslavje je mesto-občina na Hrvaškem, ki upravno spada pod Krapinsko-zagorsko županijo. 
Kraj leži pod severnim pobočjem  1030 m visoke Medvednice (Zagrebačke gore) na 168 m absolutne višine, od Zagreba pa je oddaljeno 35 km.

## Zgodovina
Naselje se v arhivskih listinah omenja v 16. stoletju. Oroslavje je eden redkih zagorskih naselij, ki je imelo dva dvorca, oddaljena okoli 300 m. Dvorec Donje Oroslavje, ki ga obdaja velik park, je dal v 18. stoletju zgraditi  Žigmund Vojković (Voykffy) v stilu poznobaročnega klasicizma in je eden najlepše ohranjenih  baročnih zgradb v hrvaškem Zagorju. Od dvorca Gornje Oroslavje pa se je ohranil le park z vhodnim portalom, ki še danes daje slutiti, da je tu stal razkošnen dvorec. Dvorec je do sredine 18. stoletja pripadal rodbini Čikulin, v baročnem stilu ga je preuredila družina Sermage. Od leta 1885. je bil v lasti družine Vranyczany, leta 1920. pa je prišel v last  podjetnika Milana Prpića, ki je v njem odprl tovarno tekstila. Dvorec je leta 1949 pogorel. Baročna župnijska cerkev Blažene Djevice Marije je bila zgrajena v leta 1777. Ohranjena je prižnica iz sredine 18. stoletja. Delno so pa ohranjeni baročni kipi Matere Božje in Sv. Roka . Na stenah so baročne freske.

## Demografija
| Pregled števila prebivalcev po letih | Pregled števila prebivalcev po letih | Pregled števila prebivalcev po letih | Pregled števila prebivalcev po letih | Pregled števila prebivalcev po letih | Pregled števila prebivalcev po letih | Pregled števila prebivalcev po letih | Pregled števila prebivalcev po letih | Pregled števila prebivalcev po letih | Pregled števila prebivalcev po letih | Pregled števila prebivalcev po letih | Pregled števila prebivalcev po letih | Pregled števila prebivalcev po letih | Pregled števila prebivalcev po letih | Pregled števila prebivalcev po letih |
| ------------------------------------ | ------------------------------------ | ------------------------------------ | ------------------------------------ | ------------------------------------ | ------------------------------------ | ------------------------------------ | ------------------------------------ | ------------------------------------ | ------------------------------------ | ------------------------------------ | ------------------------------------ | ------------------------------------ | ------------------------------------ | ------------------------------------ |
| 1857                                 | 1869                                 | 1880                                 | 1890                                 | 1900                                 | 1910                                 | 1921                                 | 1931                                 | 1948                                 | 1953                                 | 1961                                 | 1971                                 | 1981                                 | 1991                                 | 2001                                 |
| 702                                  | 879                                  | 1036                                 | 1134                                 | 1028                                 | 1129                                 | 1186                                 | 1751                                 | 2034                                 | 2027                                 | 2385                                 | 2780                                 | 3109                                 | 3503                                 | 3420                                 |